# 相澤秀禎
相澤 秀禎（あいざわ ひでよし、1930年〈昭和5年〉1月20日 - 2013年〈平成25年〉5月23日）は、日本の実業家、芸能プロモーター。サンミュージックプロダクションの創業者で初代社長。本名は相澤芳郎（與四郎とも記されている）。自伝によれば姓名判断で上記の通称に改めたという。

## 来歴
神奈川県横須賀市出身。実家は金物商を営んだ。
中学生の時、先の大戦が敗戦を迎える。横須賀に進駐軍が駐留するとカントリー・ミュージックに触れるようになり、姉にせびってギターを買ってもらった。米兵とも親しくなり、フリゲート艦のエンジン洗浄のアルバイトもした。三浦学苑高等学校卒業。
法政大学経済学部在学中にバンド「相澤芳郎とウエスタンキャラバン」を結成。スティール・ギター奏者兼マネジメントを担当して、米軍基地を演奏して回り、銀座のジャズ喫茶にも進出したが、ヴォーカルの山下敬二郎が移籍してしまい、バンド活動は行き詰まった。そこで、1959年（昭和34年）にプレイヤーを引退して、銀座ACBのオーナーや堀威夫らが設立した東洋企画にスタッフとして加わり、守屋浩のマネージャーとなり、ささきいさお、佐川満男を発掘した。
1961年（昭和36年）9月、「龍美プロ」を立ち上げて、ウエスタンキャラバン、松島アキラ、渡辺順子（黛ジュン）を手掛けたほか、64年には西郷輝彦とめぐり会い、御三家ブームを作るが、西郷は独立してしまう。その後、経営に苦しみ龍美プロを倒産させ、第一プロ・岸部清社長、太平洋テレビ・清水昭社長のプロダクションなどに身を寄せて生き抜いた。

### サンミュージック設立
1968年（昭和43年）11月27日、資本金百万円で「サンミュージック」を設立、タレント第1号は森田健作だった。ほかに水前寺清子の個人マネージャーもつとめていた。70年代に渡辺プロダクションが年功序列の月給制、吉本興業等が完全歩合制（仕事がなければ収入もない）を敷く中、「最低保証プラス歩合制」を導入し、新人タレントでも売れればすぐに待遇を良くした。さらに、若いタレントを組織の力でしばらずに、自由な発想、自由な日常生活ができるようにもっていった。これによって、森田を手始めに、野村将希・桜田淳子・太川陽介・松田聖子・香坂みゆき・早見優・岡田有希子・酒井法子・安達祐実といったタレントをスカウト・育成し、デビューさせ、桜田・松田・早見・岡田・酒井の存在で“女性アイドルと言えばサンミュージック”という評価を確立。1980年代半ばには有力プロダクションとして名を馳せた。
アイドルの有望株には、自宅2階に住まわせて寝食を共にして親代わりとなり、暖かく家族的な事務所経営を行っていたが（在籍した来栖あつこの証言）、86年に岡田が自殺（動機は未だ不明）、89年に松田が独立、92年に桜田が世界基督教統一神霊協会（統一教会）の合同結婚式に参加して芸能活動を休止、09年には酒井が覚せい剤取締法違反（所持）で起訴されるなど苦労も絶えなかった。
2004年（平成16年）12月、創業以来36年間務めてきた社長の座を長男の相澤正久に譲り、自らは会長に退いた。だが、自身のブログでは生涯マネージャーを標榜し、全国の事務所オーディションに自ら足を運んで有望な若者を発掘することに意欲を燃やし続けた。

### 晩年
晩年は脾臓と肝臓に腫瘍が見つかり、入院と通院で治療を受けていたが、2013年5月23日22時27分、膵臓癌のため入院先の東京都内の病院で死去。83歳没。戒名は「幸響院讃譽秀偉浄楽清居士」。28日に執り行われた通夜には桜田、松田・神田沙也加母子、酒井が参列。29日の本葬ではサンミュージックグループ各社所属タレントや芸能関係者が参列する中、相澤の一番弟子とも言うべき存在だった西郷、サンミュージック第1号タレントの森田、バンドマン時代から相澤と親交が深かった堀威夫が弔辞を読み、相澤を偲んだ。12月10日には、没する10日前を中心に再現ドラマなどで構成した『独占!昭和芸能界の真実 アイドル発掘王・相澤秀禎 ～泣いて笑った最後の10日間～』がフジテレビ「カスペ!」枠で放映された。

## 人物
ライターの中森明夫は、「悪く言われるのを聞いたことがない。私が芸能界で出会った最高の人格者の一人だ」と記している。
ライターの三田格は「相澤本人に取材した際、聖子を狂人呼ばわりしたことは忘れられず」と記している。
CBS・ソニーのディレクターだった若松宗雄は訃報に接した際に「いつも笑顔で、人に優しかった」「魑魅魍魎の芸能界ではまれな、温厚で裏表のない方でした」と偲んだ。
かつての商売敵であり、ピンクレディー育ての親として知られる貫泰夫・T&C ミュージック社長も、自らのブログのなかで「相澤さんの所ほどアットホームな事務所はないだろう」と述べている。
ただし、稲増龍夫の『アイドル工学』で、相澤は「ただテレビに出たいだけというような、志の低い子は採用しない」と述べるなど、タレント育成に厳しい一面も見せていた。
岡田有希子の売り込みを「楽しくて楽しくて仕方がない」と語っており、最大のファンの一人だったと言える。

## 手掛けた主なタレント

### 桜田淳子
桜田淳子は玄人筋の予想通り『スター誕生』（日本テレビ）の決戦に残り優勝した。そのときのスカウト合戦に名乗りを上げたレコード会社、プロダクションは30数社にのぼった。争奪戦は「交渉時間各社10分、代表1人」という日テレの定めたルールで繰り広げられるが、淳子の両親は芸能界と縁がないため、どの会社を選べばいいのかわからなかった。最終的には淳子のあこがれの的であった森田健作と一緒に仕事がしたい、という意思が決め手となり、森田を持っていた相澤が淳子を獲得した。
相澤は淳子のデビューのターゲットを渡辺プロの天地真理にしぼり、スター誕生の池田文雄プロデューサー、日本テレビ音楽出版・山田社長、専属レコード会社となったビクターから滝井制作本部長らが集まり知恵を出し合った。デビュー曲の作詞は阿久悠、作曲は中村泰士に決まり、このふたりも同席した。スター"桜田淳子"はこうしてつくられた。

### 都はるみ
桜田淳子獲得の前年、都はるみを移籍で獲得した。はるみは相澤の事務所で生き返り、1976年（昭和51年）に『北の宿から』の大ヒットを出す。この曲は150万枚売り、その年の日本レコード大賞、日本歌謡大賞の2冠をはじめ各音楽祭のグランプリを総ナメした。

### 松田聖子
蒲池法子という福岡県久留米市に住む少女は、渡辺プロ副社長の渡辺美佐が責任者になって運営していた東京音楽学院九州校の生徒だった。九州校は渡辺プロ九州支社の中にあり、社長の渡辺晋が福岡出身ということも手伝って渡辺プロの強力な勢力圏であった。支社長は歌もそこそこ上手く、華があるし育て方次第で面白いと思い、内々に母親に話をすると渡辺プロに入りたいと乗ってきたので、テープと写真を直ちに東京に送った。ところが、東京から九州支社に届いた連絡は「不採用」だった。その理由が「この娘は、ガニ股である。ガニ股はテレビ映りがよくない。舞台でも問題がある」というものだった。
渡辺プロから門前払いをくわされた"金の卵"にスカウトの手を差し伸べたのが、サンミュージック専務の福田時雄だった。福田のあと押しもあって相澤も「磨けば光る」と即決した。蒲池は、1979年（昭和54年）6月に上京し、四谷のサンミュージックの事務所で最終テストを受けて合格し、7月から相澤の自宅に寄宿することになった。高校も堀越学園に編入して本格的に芸能活動を始め、しばらくして芸名を「松田聖子」と付けられた。
1980年（昭和55年）、それまで雲の上の存在で人気絶頂だった山口百恵が、結婚のため引退するという突然のニュースが飛び込んできた。相澤はこのとき、自分の事務所の誰かを百恵の抜けたトップの座に座らせたい。という強烈な思いを抱いた。早速、緊急会議の招集をかけ、その日のうちにサンミュージックの全マネージャーを集めた。サンミュージックとして誰を"ポスト百恵"に押すのか意思統一をはかるためである。淳子のマネージャーは当然のように淳子をポスト百恵にと発言し、聖子のマネージャーもここぞとばかり聖子を売り込んだ。会議は淳子でいくか新人でいくかで分かれた。断を下したのは相澤である。「淳子はもう自分の地盤を持っている。ミュージカル出演の話もきてるし、彼女の仕事の幅を広げてやればいいだろう。ここは聖子で行こう」。
相澤は聖子売り出しの資金としてまず3000万円を用意した。レコードはCBS・ソニーに決めた。百恵が所属していたのと同じ会社である。また同時に資生堂に対しても化粧品のイメージソングを聖子に唄わせる運動を続けた。聖子にはエクボがなかったため画面に登場することはできなかったが、80年3月、数百人という候補者を押しのけて資生堂のイメージソングを唄うことが決まった。CBS・ソニーはそれを受けて、聖子を「百恵二世」として推すことを決め、宣伝用ポスターには「ミス・ソニー松田聖子」の文字が刷り込まれた。百恵のレコード宣伝のために用意されていた資金も聖子のため投入することになり、相澤の用意した3000万円とあわせると1億円にのぼった。4月から資生堂がイメージソングとして聖子の新曲『裸足の季節』を使ったCMを流し出した。スポット1本平均50万円とすれば、2千本で10億円の宣伝費に相当する。それらが、すべて聖子にすべてプラスにはねかえってスターが生まれるという仕組みだった。こうして聖子は、一発でアイドルになった。

### 早見優
1981年（昭和56年）、キャシー・館野一美というハワイからやって来た娘を獲得した。キャシーはレコードデビュー前から「ペンタックスMG」（アサヒペンタックス）、「クリーム・ゼリー」（ハウス食品）、「バスボン・ヘアコロン・シャンプー」（資生堂）と、3社のCMモデルになるほどの売れっ子になった。その露出度合いを宣伝費に換算すると50億円に達すると、相澤ははじき出した。キャシーは芸名を早見優と名付け、82年4月にレコードデビューした。

## 著書
- 『松田聖子のバランスシート―女として、社員として』光文社（カッパ・ビジネス）、1983年4月。ISBN 978-4334011475。
- 『聖子のシンデレラ・ロード : "育ての親"が明かす素顔・歌・結婚』〈光文社文庫〉、光文社、1985年1月20日。ISBN 978-4334701017。
- 『聖子の恋のありったけ 松田聖子「バージンロードへの2200日」』講談社 (ヤングレディBOOKS) 、1985年6月、ISBN 978-4061792012。
- 『愛ゆえに、聖子!』〈講談社X文庫〉、[講談社、1986年9月3日。ISBN 978-4061900707。
- 『オーディション合格必勝法 これだけ知ったらキミもアイドル』音楽専科社（SENKA BOOKS） 、1990年5月。ISBN 978-4900343054。
- 『アイドル工房 夢のつむぎ方』スコラ、1995年6月。ISBN 978-4796202978。
- 『人気づくりの法則』東洋経済新報社、1998年4月。ISBN 978-4492553091。
- 『人生に拍手を!』講談社、2007年10月。ISBN 978-4062143721。

### 共著
- 奥久津まるも『タレントデビュー最強運のつかみ方』ごま書房、2001年8月。ISBN 978-4341018610。